# José Pastore
José Pastore (São Paulo, 3 de maio de 1935), é um sociólogo e professor brasileiro.

## Biografia
É presidente do Conselho de Emprego e Relações do Trabalho da Federação do Comércio de São Paulo e publicou mais de vinte livros, incluindo Memórias de um Diário Confidencial, biografia do empresário Antônio Ermírio de Moraes.
José Pastore ocupa a cadeira 29 da Academia Paulista de Letras.
Faz parte do Conselho Consultivo da Fundação Osesp, mantenedora da Orquestra Sinfônica do Estado de São Paulo e do Conselho Consultivo do Instituto Baccarelli, mantenedor da Orquestra Sinfônica Heliópolis. 
Em 1973, coordenou o grupo de estudos que criou a Empresa Brasileira de Pesquisa Agropecuária (Embrapa) e a Fundação Instituto de Pesquisas Econômicas (FIPE).
Foi membro do Conselho de Administração da Organização Internacional do Trabalho (OIT) entre 1990-1991.

## Prêmios
Recebeu o Prêmio Professor Emérito em 2001, concedido pelo Centro de Integração Empresa-Escola (CIEE) e pelo jornal O Estado de S. Paulo
Foi homenageado pela Faculdade de Economia, Administração e Contabilidade da Universidade de São Paulo (FEA/USP) por ser referência em suas áreas de atuação.

## Obras publicadas
- Terceirização: Necessidade para Economia, Desafio para o Direito
- Antônio Ermírio de Moraes - Memórias de um diário confidencial
- Trabalho para Ex-Infratores
- Trabalhar Custa Caro
- As Mudanças no Mundo do Trabalho - Leituras de Sociologia do trabalho
- A Modernização das Instituições do Trabalho - Encargos Sociais Reformas Trabalhista e Sindical
- Reforma Sindical para onde o Brasil quer ir?
- A Reforma das Instituições do Trabalho
- Cartilha sobre Cooperativas de Trabalho
- A Evolução do Trabalho Humano
- Trabalho, Família e Costumes
- Oportunidades de Trabalho para Portadores de Deficiência
- Mobilidade Social no Brasil
- Tecnologia e Emprego
- Assédio Sexual no Trabalho - O que fazer?
- O Desemprego tem Cura?
- O Peso dos Encargos Sociais no Brasil
- Salário e Poder de Compra depois do Plano Real
- A Agonia do Emprego
- A Cláusula Social e o Comércio Internacional
- Encargos Sociais
- Recursos Humanos e Relações do Trabalho com Especial Ênfase no Caso dos Bancos
- Flexibilização dos Mercados de Trabalho e Contratação Coletiva
- Encargos Sociais no Brasil e no Exterior
- Relações do Trabalho no Japão
- A flexibilização do trabalho na Ásia
- Mudança social e pobreza no Brasil: 1970-1980
- Inequality and social mobility in Brazil
- Desigualdade e Mobilidade Social no Brasil